# Линейная (Краснодарский край)
Лине́йная — станица в Апшеронском районе Краснодарского края России. Входит в состав Тверского сельского поселения. Население — 288 человек (2010).

## География
Станица расположена в долине реки Цеце (приток реки Пшиш), в горно-лесной зоне, в 22 км северо-западнее города Апшеронск (40 км по дороге). В 9 км восточнее расположена более крупная станица Тверская.

### Улицы
| - пер. Зелёный, - ул. Д. Бедного, - ул. Лесная, - ул. Луначарского, - ул. Пионерская, - ул. Речная, | - ул. Садовая, - ул. Советская, - ул. Тихая, - ул. Чапаева, - ул. Школьная, - ул. Шоссейная. |

## История
Станица основана в 1864 году. Входила в Майкопский отдел Кубанской области.
В 1873 году в Михаило-Архангельскую церковь станицы требовался священник. На тот момент в станице Линейской проживало 507 человек.

## Население
| 2002 | 2010 |
| ---- | ---- |
| 354  | ↘288 |